# Inge Blum
Inge Blum (* 24. Februar 1924 in Ludwigshafen am Rhein; † 12. August 2011) war eine deutsche Bildhauerin, die in Mainz lebte und arbeitete.
Zahlreiche ihrer Arbeiten wurden im öffentlichen Raum auf Straßen und Plätzen in Mainz und im gesamten Rhein-Main-Gebiet installiert.

## Leben
Inge Blum kam 1947 zum Kunststudium an die Landeskunstschule Mainz. Dort studierte sie von 1947 bis 1951 bei Professor Heinz Müller-Olm. Ihr Kommilitonen waren u. a. Heinz Hemrich und Reinhold Petermann.
Nach dem Ende des Zweiten Weltkriegs förderte die „Education Publique“ in Baden-Baden die künstlerische Aufbruchphase in der Französischen Besatzungszone, zu der auch Mainz gehörte. Seit Oktober 1946 wirkte Heinz Müller-Olm als Dozent für Bildhauerei als einer der ersten Pädagogen der nun „Staatlichen Bau- und Kunstschule“ in dem zur Hauptstadt bestimmten Mainz. Das pädagogische Gespür, das sich unter anderem durch Behutsamkeit und Geduld im Umgang mit den Begabungen auszeichnete, beeindruckte auch Inge Blum, die ihn später heiratete.
Ein Stipendium der französischen Regierung machte es der Künstlerin von 1954 bis 1955 möglich, an der Académie de la Grande Chaumière in Paris zu studieren, wo sie als Schülerin in der Bildhauerklasse von Ossip Zadkine neue Techniken lernte. Hier entwickelte sie, mehr in Opposition zu ihrem Lehrer, ihren persönlichen Stil.
Nach Mainz zurückgekehrt, arbeitete sie als freischaffende Bildhauerin. In den Jahren 1979/1980 besuchte Blum die Internationale Sommerakademie für Bildende Kunst in Salzburg. Bekannt sind ihre Arbeiten mit Ton. Im Laufe der Jahre entwickelte sie einen unverwechselbaren Stil, bestimmt durch Torso und Fragment. Zahlreiche Plastiken im öffentlichen Bereich, darunter der überlebensgroße „Wächter“ (1991) vor der Neuen Feuerwache in Mainz-Bretzenheim und der Skulptur eines „Bajazz“ in Bronze am Schillerplatz (Mainz).
Inge Blum starb im Jahr 2011 im Alter von 87 Jahren.

## Werke (Auswahl)

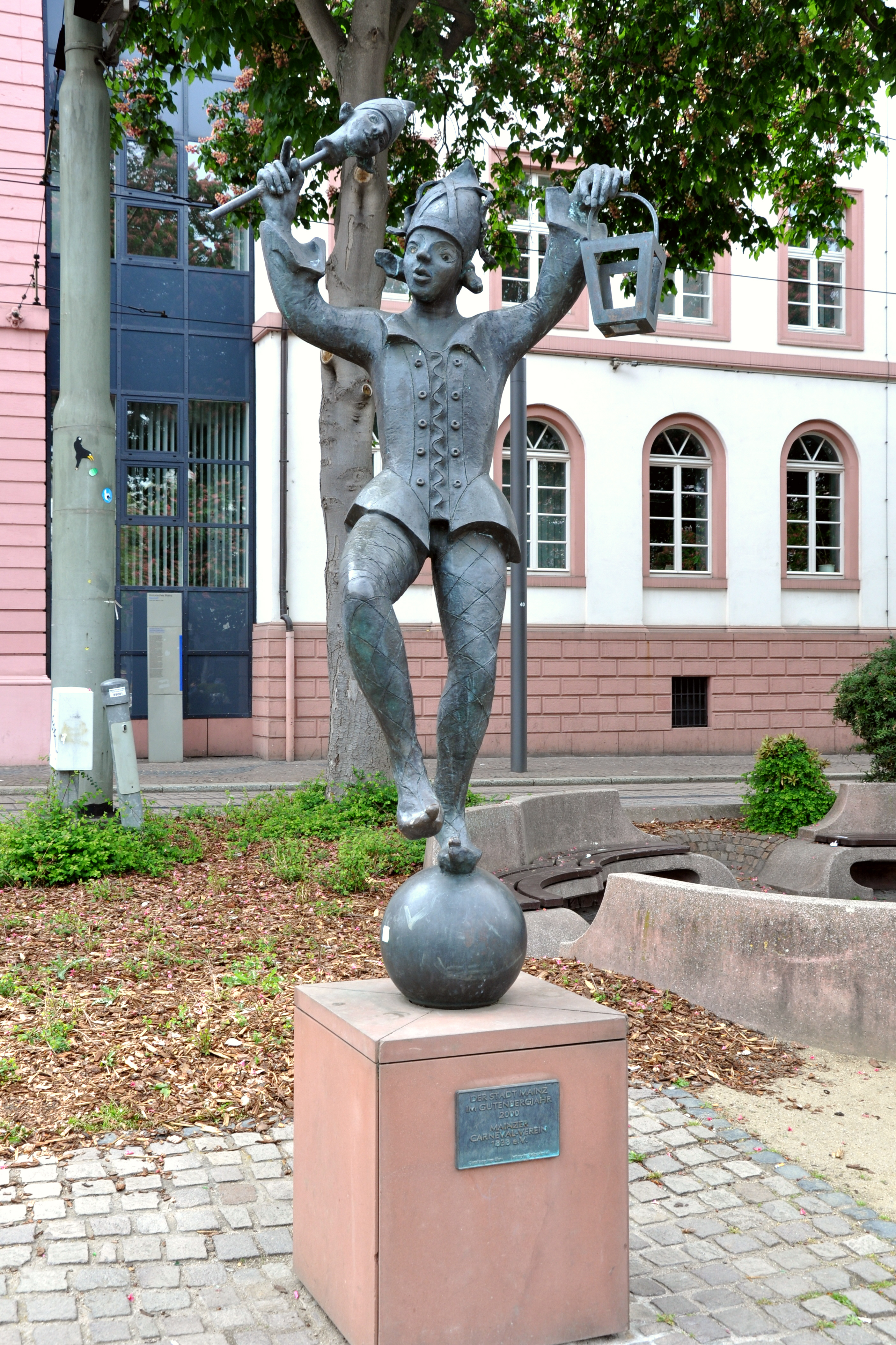
Inge Blum: „Bajazz mit der Laterne“ (Mainz)

- Sonnenuhr (1965)[1], Kunstlandschaft Campus JGU in Mainz
- Universitätsbibliothek Mainz
- „Fliehende Torso IV“ (1988) und „Sitzende Torso IV“ (1990) im Foyer der Landesbank Rheinland-Pfalz
- Nato-Flugplatz Pferdsfeld
- Gedächtnisstätte der Bombenzerstörung von Mainz am 27. Februar 1945
- Skulptur am Amtsgericht Bingen am Rhein
- Altenheim St. Anna in Morbach
- Kunst im öffentlichen Raum - Kreissparkasse Ludwigshafen/Rhein
- Neue Feuerwache Mainz
- Gestaltung der Europa-Medaille der Stadt Mainz
- Architektur-Plastiken an Privathäusern
- „Bajazz mit der Laterne“, Bronzeplastik, Mainz, Schillerplatz
- Bronzeskulptur „Janusz Korczak“ für die nach ihm benannte Schule in Nackenheim